# Fernando Távora

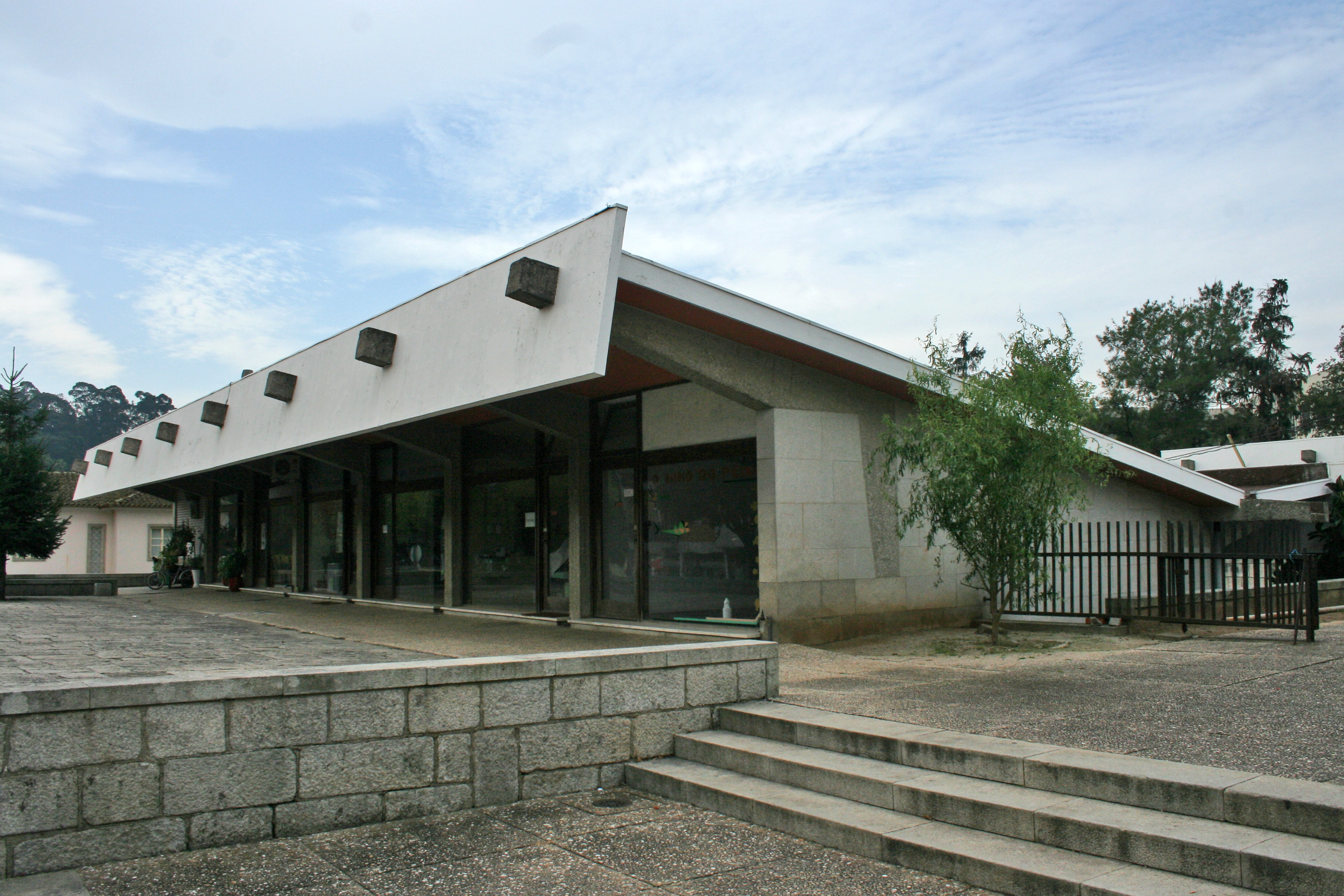
Mercado municipal de Santa Maria da Feira (1953-1959)

Fernando Luís Cardoso de Meneses e Tavares de Távora (Oporto, 25 de agosto de 1923-Matosinhos, 3 de septiembre de 2005) fue un arquitecto y urbanista portugués, de estilo racionalista. Se le considera el fundador de la Escuela arquitectónica de Oporto.

## Trayectoria
Estudió en la Escuela de Bellas Artes de Oporto, donde fue alumno de Carlos João Chambers Ramos. Se tituló en 1950 con un proyecto de «casa sobre el mar», de inspiración lecorbusieriana. Ya en 1947 había publicado su primer ensayo, O problema da casa portuguesa.
Su primer trabajo fue como urbanista para la Cámara de Oporto, para la que elaboró los planes de Campo Alegre (1949) y el barrio de Ramalde (1952-1960), inspirados en la Carta de Atenas.
En sus siguientes proyectos sintetizó modernidad y respeto por la tradición del estilo arquitectónico envolvente, como en su proyecto para el mercado municipal de Santa Maria da Feira (1953-1959) y en el parque municipal de la Quinta da Conceição en Matosinhos (1953-1960).
En general, en su obra desarrolló un racionalismo regionalizado al estilo de Alvar Aalto o la obra de Le Corbusier en la India: Escuela Primaria do Cedro en Vila Nova de Gaia (1957-1961); casa de Férias en Ofir (1957-1958).
En algunos de sus proyectos urbanísticos, como el plan de la zona central de Aveiro (1962-1965), reinterpretó el tejido urbano original, mientras que en otros, como en diversas intervenciones en Oporto, preservó los sistemas de construcción tradicionales. Igual respeto por la tradición mostró en la restauración de la casa de la Rua Nova de Guimarães (1985-1987).
Entre sus últimas obras destaca el nuevo edificio de la Asamblea de la República de Portugal (1994-1999), realizado junto con Álvaro Siza Vieira, así como el Museo Municipal de Penafiel (1999-2009), terminado por su hijo José Bernardo Távora.
Fue profesor en la Escuela de Bellas Artes de Oporto y la Universidad de Coímbra. Fue miembro también de la Organização dos Arquitectos Modernos (ODAM), una asociación de arquitetos de Oporto activa entre 1947 y 1952, así como del grupo análogo Iniciativas Culturais Arte e Técnica (ICAT) de Lisboa, fundado en 1946 y activo hasta los años 1950. 
En su honor se instituyó en 2005 el Premio Fernando Távora, otorgado por la Ordem dos Arquitectos. 